# Manoel Victor de Jesus

Manoel Victor de Jesus (Tiradentes ou São João Del Rei, c. 1755/60 - 27 de abril de 1828) foi um pintor, dourador e riscador do Brasil colonial.
O alferes Manoel Victor de Jesus nasceu em Tiradentes (Minas Gerais) ou em São João Del Rei. Pouco se sabe sobre sua biografia, entretanto suas obras são de extrema importância.
Iniciou a vida artística em 1782 na Vila de Tiradentes, quando decorou o consistorio Santíssimo Sacramento da Matriz de Santo Antônio. O artista mulato, pintou a maioria das obras encontradas na Matriz de Santo Antônio, na capela dos Sete Passos e no Consistório da Irmandade do Descendimento, no altar e consistório dos Passos, no Batistério e caixa do órgão (o órgão de origem portuguesa, é considerado uma das grande relíquias de Minas Gerais).
Aproximadamente em 1802 começou a pintar os forros e os retábulos da Igreja de Nossa Senhora dos Pretos e Crioulos e o forro da nave da Igreja do Rosário dos Pretos. As obras foram terminadas em cerca de vinte e dois anos no ano de 1824. Entre os anos de 1824 e 1825, realizou a pintura dos forros das naves da Capela de Nossa Senhora das Mercês. Seu ajudante era conhecido como o Gregório, e o auxiliava principalmente em suas obras pintadas.
Manoel era membro da Irmandade de São Francisco de Assis dos Homens Pardos e de Nossa Senhora do Rosário dos Pretos.
Faleceu em 27 de abril de 1828, foi sepultado na Capela de Nossa Senhora do Rosário dos Pretos, sob o forro de sua autoria, conforme havia solicitado à Irmandade antes de falecer.

## Principais obras
- 1782 - 1804 - Realiza a pintura do órgão e de outras sacristias na Matriz de Santo Antônio, em Tiradentes-MG.
- 1783 - Realiza a pintura da ante-sacristia da Catedral de Nossa Senhora do Pilar, em São João Del Rei-MG.
- 1787 - Realiza a pintura do forro da nave da Igreja Matriz de Nossa Senhora da Penha, em Vitoriano Veloso-MG.
- 1796 - Copia o livro de Compromisso da Irmandade de Nossa Senhora das Mercês dos Pretos Crioulos no qual deixou desenhos a bico de pena, em Tiradentes-MG.
- 1810 - Como riscador, fez o projeto da fachada da Capela da Santíssima Trindade, em Tiradentes-MG.
- 1812 - Era alferes do Terço dos Pardos de São José. No mesmo ano, entra para a Irmandade de Nossa Senhora do Rosário dos Pretos, porém não serve a nenhum cargo.
- 1815 - Entra na Arquiconfraria de São Francisco de Assis, sediada na Capela de São João Evangelista dos Pardos.
- 1824 - Realiza a pintura dos forros das naves da Capela de Nossa Senhora das Mercês, em Tiradentes-MG.
- 1827 - Realiza a pintura dos forros da nave da Igreja de Nossa Senhora do Rosário, em Tiradentes-MG.
- 1828 - Ano de sua morte. O sepultamento de seu corpo sob forro de sua autoria, na Capela de Nossa Senhora do Rosário dos Pretos